# 錐狀岩板

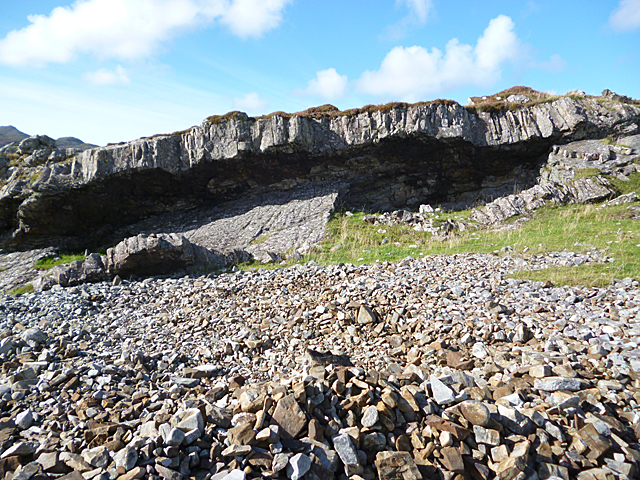
錐狀岩板地點：Mingary, Ardnamurchan, Scotland

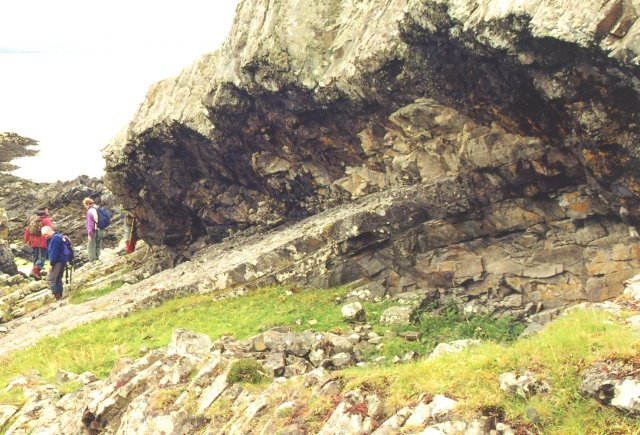
上圖錐狀岩板近觀

錐狀岩板（英語：cone sheet）是一種淺成岩的火成岩侵入體，常出露在部分被侵蝕的火山雜岩中心。錐狀岩板是由較薄的傾斜岩板構成，通常只有幾米厚，形狀如同向下指向的圓錐體。 從空中看，它們通常是圓形到橢圓形。 最初被命名是在马尔岛、阿德纳默亨角、北大西洋火成岩省和其他在中央的複合體。

## 分佈
錐狀岩板分佈很廣，各大洲都有，分佈的地質年代從晚古生代到第三紀。岩性以淺成岩最多，深成岩亦有，包括輝綠岩、粗面岩、响岩、辉长岩、流紋岩、二长岩、碱性玄武岩及花崗岩等。

## 形成
錐狀岩板常與放射狀岩脈共存，兩者均屬板狀侵入岩。若在同一火山系統在，大都共享同一岩漿來源。兩者都由于岩漿的向上拱壓而造成。放射狀岩脈是侵入岩充填由張力造成的裂縫。而錐狀岩板是侵入岩充填由剪切力造成的裂縫。
圍岩結構和和區域應力場也控制侵入岩的幾何形狀。且區域應力場是隨時間變化，也受岩漿房的形狀、深度和內部壓力的控制。一些錐狀岩板（例如Ardnamurchan）是多次侵入岩形成的，每層錐狀岩板的構造形狀不同，表明來自不同的岩漿房。岩漿侵入時，先形成岩床再膨脹成岩蓋，導致上覆岩層被迫向上隆起，並引起錐形張裂。引入岩漿侵入。